# Olivier Bonnes
Olivier Harouna Bonnes (sinh ngày 7 tháng 2 năm 1990) là một cầu thủ bóng đá Niger thi đấu cho đội bóng Hàn Quốc Gwangju FC, ở vị trí tiền vệ phòng ngự.

## Sự nghiệp
Sinh ra ở Niamey, Bonnes từng thi đấu ở Pháp và Bỉ cho Nantes B, Nantes, Lille B và Brussels.
Ngày 24 tháng 9 năm 2014, Bonnes ký hợp đồng với câu lạc bộ Bulgaria Vereya. Anh cũng thi đấu ở Bulgaria cho Lokomotiv Plovdiv và Montana.
Ngày 25 tháng 7 năm 2016, Bonnes ký hợp đồng với câu lạc bộ Hàn Quốc Gwangju FC.

## Sự nghiệp quốc tế
Bonnes ra mắt quốc tế cho Niger năm 2011, có 9 lần ra sân trong hai năm 2011 và 2012, trong đó có một lần ở trận đấu tại Vòng loại Giải vô địch bóng đá thế giới. Anh thi đấu tại Cúp bóng đá châu Phi 2012.

## Đời sống cá nhân
Anh cũng mang quốc tịch Pháp.